# Cecilia Lind
Cecilia Lind, född 20 november 1948 i Gylle församling i Malmöhus län, är en svensk politiker (s), som var kommunalråd i Eslövs kommun 2002–2014. Hon är mor till Kalle Lind och Nils Lind.
Cecilia Lind arbetade mellan 1968 och 1988 som mentalskötare. Om sitt yrkesliv berättade hon i sonen Kalle Linds radioserie Snedtänkt den 28 mars 2019.